# شهرستان خودمختار موری قزاق
شهرستان خودمختار موری قزاق (به اویغوری: مورى قازاق ئاپتونوم ناھىيىسى، به قزاقی:‌ موري قازاق اۆتونوميالىق اۋدانى)(به چینی: 木垒哈萨克自治县، به پین‌یین: Mùlěi Hāsàkè zìzhìxiàn) یک شهرستان خودمختار برای مردم قزاق در منطقه خودمختار سین‌کیانگ می باشد که تابع ولایت خودمختار سانجی هوئی می باشد.

## جمعیت
| ترکیب قومیتی شهرستان خودمختار موری قزاق | ترکیب قومیتی شهرستان خودمختار موری قزاق | ترکیب قومیتی شهرستان خودمختار موری قزاق | ترکیب قومیتی شهرستان خودمختار موری قزاق | ترکیب قومیتی شهرستان خودمختار موری قزاق |
| --------------------------------------- | --------------------------------------- | --------------------------------------- | --------------------------------------- | --------------------------------------- |
| قومیت                                   | قومیت                                   |                                         | درصد                                    | درصد                                    |
| هان                                     | هان                                     |                                         | ۶۱٫۸٪                                   | ۶۱٫۸٪                                   |
| قزاق                                    | قزاق                                    |                                         | ۲۹٫۳٪                                   | ۲۹٫۳٪                                   |
| اویغور                                  | اویغور                                  |                                         | ۶٫۱٪                                    | ۶٫۱٪                                    |
| ازبک                                    | ازبک                                    |                                         | ۱٫۱٪                                    | ۱٫۱٪                                    |
| هوئی                                    | هوئی                                    |                                         | ۱٫۱٪                                    | ۱٫۱٪                                    |
| تاتار                                   | تاتار                                   |                                         | ۰٫۱٪                                    | ۰٫۱٪                                    |
| منجو                                    | منجو                                    |                                         | ۰٫۱٪                                    | ۰٫۱٪                                    |
| سایر                                    | سایر                                    |                                         | ۰٫۴٪                                    | ۰٫۴٪                                    |
| منبع سرشماری جمعیت :                    |                                         |                                         |                                         |                                         |